# Arroyo Los Alisos
El Arroyo Los Alisos es un flujo de agua intermitente o transitorio del centro del estado de Sonora, ubicado en el noroeste de México, el arroyo fluye de oeste a este en el territorio del municipio de Aconchi. Tiene una longitud próxima a los 15 km.
Nace en la Sierra de Aconchi, en las faldas de la mesa que se forma entre los cerros La Cruz y La Huertita. Pertenece a la cuenca hidrológica del río Sonora, río en el que desemboca cerca de la localidad La Estancia.